# Слобозия-Душка
Слобозия-Душка (рум. Slobozia-Dușca) — село в Криулянском районе Молдавии. Относится к сёлам, не образующим коммуну.

## География
Село расположено на высоте 30 метров над уровнем моря.

## Население
По данным переписи населения 2004 года, в селе Слобозия-Душка проживает 2655 человек (1285 мужчин, 1370 женщин).
Этнический состав села:
| Национальность | Число жителей | Процентный состав |
| -------------- | ------------- | ----------------- |
| молдаване      | 2581          | 97,21             |
| русские        | 33            | 1,24              |
| украинцы       | 23            | 0,87              |
| болгары        | 3             | 0,11              |
| прочие         | 15            | 0,56              |
| Всего          | 2655          | 100 %             |